# Dambisa Moyo

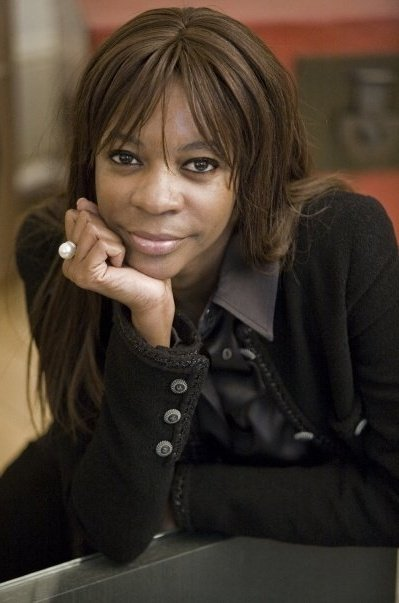
Dambisa Moyo (2009)

Dambisa Felicia Moyo, Baroness Moyo (* 2. Februar 1969 in Lusaka, Sambia) ist eine britische Ökonomin.

## Leben
Dambisa Moyo stammt aus Sambia und lebte seit Anfang der 1990er Jahre in den USA, wo sie mit einem Stipendium ihre Ausbildung fortsetzte. An der American University in Washington, D.C. studierte sie zunächst Chemie und absolvierte nach ihrem Bachelor dort ein MBA-Programm in Finanzwirtschaft. Sie machte außerdem an der Kennedy School of Government der Universität Harvard einen Master-Abschluss und erhielt am St Antony’s College der Universität Oxford einen DPhil in Volkswirtschaftslehre.
Sie arbeitete zunächst von 1993 bis 1995 bei der Weltbank und von 2001 bis 2008 für Goldman Sachs in den Bereichen Schuldkapitalmärkte, Hedgefonds und Weltwirtschaft.
Moyo ist Mitglied des Centre for International Business and Management (CIBAM) der Universität Cambridge und des Royal Institute of International Affairs (Chatham House).
In ihrem Buch Dead Aid (2009) zeigt sie den Entwicklungsländern Wege auf, ihre Entwicklung selbst zu finanzieren, anstatt sich auf die Gelder der Entwicklungshilfe zu verlassen – die sie für verfehlt und zerstörerisch hält. Das Vorwort des mehr als 7 Millionen Mal verkauften Buches schrieb Niall Ferguson von der Harvard University.
2009 ehrte das Weltwirtschaftsforum Dambisa Moyo für ihre Tätigkeit im Bereich Mikrofinanzierung (ausdrückliches Beispiel: Kiva) als eine der Young Global Leaders.
Das Time-Magazin wählte sie im Jahr 2009 unter die 100 einflussreichsten Menschen weltweit.
Dambisa Moyo war Teilnehmerin der Bilderberg-Konferenz 2010. 2022 wurde sie in die American Academy of Arts and Sciences gewählt.
Am 8. November 2022 wurde sie als Baroness Moyo, of Knightsbridge in the City of Westminster, zum Life Peer erhoben und ist dadurch seither Mitglied des britischen House of Lords, wo sie sich der Fraktion der Conservative Party anschloss.

## Schriften
- Essays on the determinants of components of savings in developing countries. Dissertation, University of Oxford, Oxford 2002
- The impact of pension reform on the capital markets. Goldman, Sachs & Co., New York 2005, Reihe: Global economics paper. Nr. 128
- Dead Aid: Why Aid is Not Working and How There is a Better Way For Africa. Allen Lane Publishers, London 2009, ISBN 978-1-84614-006-8.
  - deutsch: Dead Aid. Warum Entwicklungshilfe nicht funktioniert und was Afrika besser machen kann. Aus dem Englischen von H. Lorenzen, Haffmans & Tolkemitt, Berlin 2011, ISBN 978-3-942989-01-5
- How the West was Lost. Fifty Years of Economic Folly and the stark Choices ahead. Allen Lane Publishers, London 2011, ISBN 978-1-846-14235-2.
  - deutsch: Der Untergang des Westens. Haben wir eine Chance in der neuen Wirtschaftsordnung?. Piper, München/Zürich 2012, ISBN 978-3-492-05376-1.
- Winner Take All: China's Race for Resources and What It Means for the World. Basic Books, New York 2012, ISBN 978-0465028283
- Edge of Chaos: Why Democracy Is Failing to Deliver Economic Growthand How to Fix It.  Basic Books, New York 2018, ISBN 978-0465097463